# Spitaman Now
FK Spitaman Now (tadż. Клуби футболи «Спитаман») – tadżycki klub piłkarski, mający siedzibę w mieście Now, w północno-zachodniej części kraju.

## Historia
Chronologia nazw:
- 2005: FK Spitaman Now (ros. ФК «Спитамен» Нау)

Piłkarski klub Spitaman został założony w miejscowości Now w 2005 roku i reprezentował dystrykt Spitaman. Również nazwa klubu pochodzi od perskiego przywódcy wojsk baktryjskich Spitamenesa. W 2008 zespół zajął drugie miejsce w turnieju finałowym Pierwszej Ligi, a w 2009 debiutował w rozgrywkach Wyższej Ligi Tadżykistanu. Jednak po rundzie wiosennej zrezygnował z dalszych występów i w pozostałych meczach zostały zweryfikowane jako walkowery 0-3 na korzyść rywali. Potem występował z przerwami w Pierwszej Lidze.

## Sukcesy

### Trofea międzynarodowe
Nie uczestniczył w rozgrywkach azjatyckich (stan na 31-12-2015).

### Trofea krajowe
Tadżykistan
| \| \| Zdobyte trofea w rozgrywkach Tadżykistanu (stan na: 31-12-2015) \| |                                                                 |      |          |
| Rozgrywki                                                                | Osiągnięcie                                                     | Razy | Sezon(y) |
| Mistrzostwo                                                              | I miejsce                                                       | 0    |          |
| Mistrzostwo                                                              | II miejsce                                                      | 0    |          |
| Mistrzostwo                                                              | III miejsce                                                     | 0    |          |
| Mistrzostwo                                                              | 10. miejsce                                                     | 1    | 2009     |
| Puchar                                                                   | zdobywca                                                        | 0    |          |
| Puchar                                                                   | finalista                                                       | 0    |          |
| II liga                                                                  | I miejsce                                                       | 0    |          |
| II liga                                                                  | II miejsce                                                      | 1    | 2008     |
| II liga                                                                  | III miejsce                                                     | 0    |          |
| Tadżykistan                                                              | Zdobyte trofea w rozgrywkach Tadżykistanu (stan na: 31-12-2015) |      |          |

## Stadion
Klub rozgrywa swoje mecze domowe na stadionie Centralnym w Now, który może pomieścić 3 000 widzów.

## Piłkarze
Znani piłkarze:
- Zakir Berdykulow
- Donijer Umarow